# Мости через забуття
«Мости через забуття» — радянський художній фільм 1969 року, знятий режисером Юрієм Єрзінкяном на кіностудії «Вірменфільм».

## Сюжет
Про подвиг Героя Німецько-радянської війни Генріха Захаряна та про своєрідну «моральну естафету», передану ним молодим сучасникам.

## У ролях
- Віталій Ованесов — студент
- Людмила Гладунко — дівчина
- Гуж Манукян — Генріх Захарян
- Аркадій Толбузін — чоловік
- Т. Карантоніс — жінка на пляжі
- Євген Євстигнєєв — чоловік, що пропонує всім цвяхи
- Розалія Кольосова — тітка Сільвія
- Любов Нефьодова — дівчина з далекого минулого
- Олександра Денисова — стара
- Ігор Нагавкін — німецький офіцер
- Володимир Басов — відвідувач кафе
- Станіслав Чекан — відвідувач кафе
- Микола Кузьмін — бандит
- Маргарита Жарова — епізод

## Знімальна група
- Режисер — Юрій Єрзінкян
- Сценарист — Борис Сааков
- Оператор — Сергій Ісраєлян
- Композитор — Роберт Амірханян
- Художник — Грайр Карапетян